# Flauta de Pan

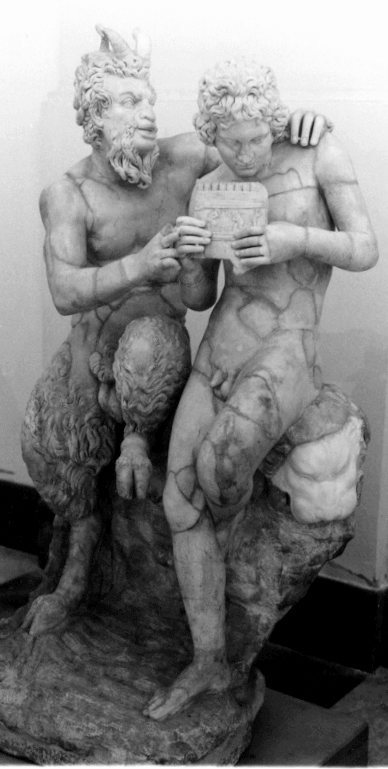
Pan i Dafnis

La flauta de Pan, coneguda també com a bufacanyes, flabiol de set forats o flabiol de canons, és un instrument de vent (aeròfon). És compost originalment d'un conjunt de tubs sonors ajuntats per diferents procediments, que produeix un so semblant al de la flauta travessera. Sovint s'utilitzen canyes, tapades per un extrem.

## Orígens de l'instrument
La mitologia grega explica l'origen d'aquest instrument (antigament conegut com siringa), al que també anomenen syrinx polycalama (siringa de moltes canyes), com a resultat de l'amor del déu Pan vers la nimfa Siringa.

## Generalitats
Arreu del món podem trobar una gran varietat de formes d'aquesta flauta, feta de materials utilitzats molt variats. Independentment de la forma que prengui o de l'època històrica on hagi aparegut, totes aquestes flautes deriven d'un arquetipus comú: algunes canyes (canyes, bambús, etc.) reunides per a confegir un instrument musical.
Trobem flautes de Pan a Europa, a Àsia, a Amèrica, a Oceania i a l'Àfrica. Aquestes flautes porten naturalment nombrosos noms diferents pel món i «Flauta de Pan» és només el nom genèric per al conjunt de les flautes que pertanyen a aquesta família d'instruments de vent.

## Variants americanes
Aquest instrument és típic de les regions situades als Andes. No produeix sons simultanis o acords, sinó que només un únic so a la vegada.
A l'Altiplà, dins de la serralada dels Andes, la zampoña existia des de l'època precolombina. Els habitants de la zona utilitzaven dos tipus diferents, anomenats siku i antara, i que se segueixen utilitzant en la música folklòrica peruana i boliviana, en l'actualitat.

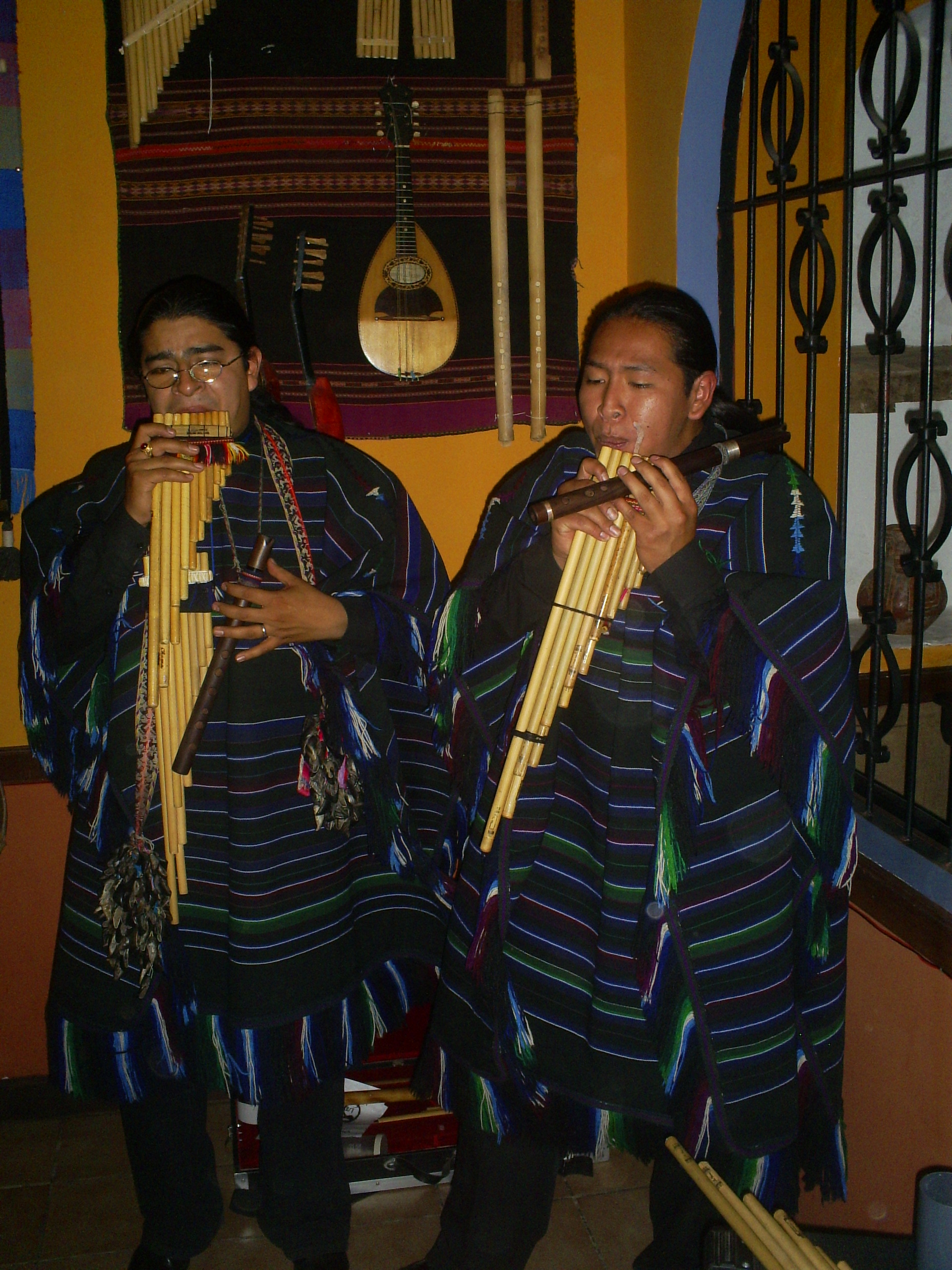
Dos sikuris tocant els seus instruments

### Siku
Siku (d'aimara) és el nom genèric que rep a l'Argentina i Bolívia la flauta de Pan llatinoamericana que rep el nom també genèric de zampoña a l'Equador, Perú o Xile (tot i que hi ha una importantíssima variació de famílies dins cada país).
És d'origen preinca. Les proves més antigues estan a la ceràmica mochica (costa nord del Perú) i Nazca (costa central del Perú). Hi ha també proves d'origen Nazca, de sikus fets de ceràmica i ossos d'animals i humans. Es segueix utilitzant en la música folklòrica de l'altiplà andí, en la Meseta del Collao, entre Perú, Xile, Bolívia i el nord-oest de l'Argentina, a més de en les capitals d'aquest països, on hi ha nombroses agrupacions molt actives.
La persona que toca el siku s'anomena sikuri (tot i que al nord-oest argentí a vegades també s'anomena així a l'instrument).

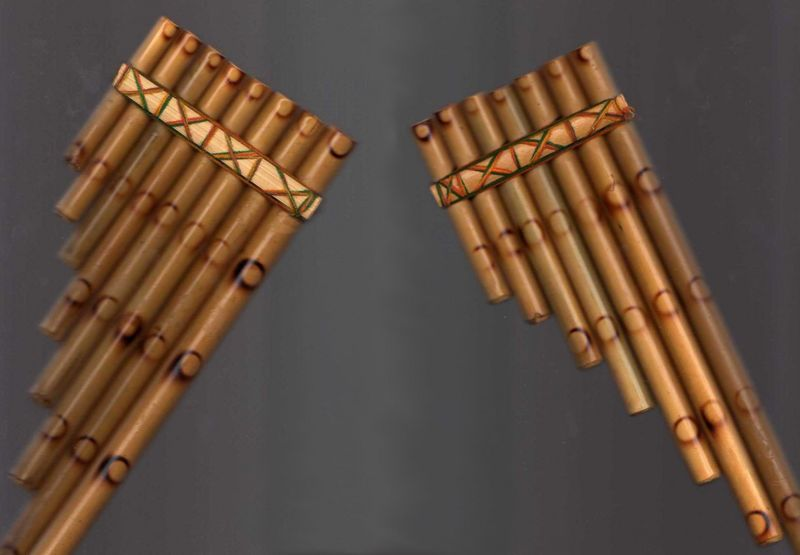
Dos sikus separats en Arka (dreta) i Ira (esquerra).

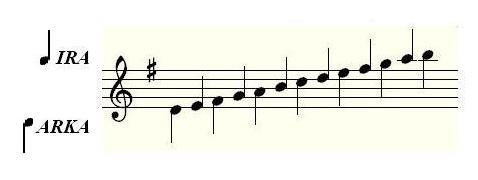
Repartiment de les notes de l'escala entre els dos amarros dels sikus.

Una banda de sikuris està formada, bàsicament, per dos sub-grups que tenen al seu càrrec un dels dos amarros en què es divideix l'instrument dins de la banda. Cadascun d'aquests amarros (l'IRA, normalment de sis tubs, i l'ARKA, normalment de set fileres de tubs), és un instrument afinats per terceres, i la combinació de les notes d'ambdós instruments és la que permet l'execució d'una escala diatònica. Aquests grups també s'acostumen a formar intercalats, de tal manera que l'executant del siku de 7 fileres (ARKA) té al seu costat un executant de 6 (IRA), per tal de sincronitzar a la perfecció la melodia (que sona a un, però també, entre dos).
El siku és un instrument eminentment col·lectiu, tots toquen el mateix instrument, formant un gran grup, propi de l'esperit col·lectiu que predomina i va predominar en temps precolombins.

## Variants romaneses
A Romania i Moldàvia, la flauta de pan és coneguda com a "nai", emprada des del s. XVII i tocada en bandes de música anomenades "lăutari", formades per gitanos. Està feta de 20 tubs de bambú o canya, arrenglerades fent una corba que permet tocar amb més agilitat.

## Execució
L'intèrpret ha d'aguantar les canyes de manera vertical (que es troben unides rígidament entre si, mitjançant cordes o pals), i col·locar el llavi inferior al costat d'un dels tubs, dirigint el cop d'aire cap endavant, de manera perpendicular a l'eix del tub. Cada atac és accentuat mitjançant un esclafit de la llengua.
El so es produeix perquè l'aire que s'introdueix al tub entra en ressonància amb la vibració produïda per la fricció del vent contra la vora de la canya. La nota musical obtinguda té relació directa amb la longitud de la columna d'aire, mentre que el volum té relació amb el diàmetre intern del tub.